# Fusicladium baptisiae
Fusicladium baptisiae är en svampart som först beskrevs av H.C. Greene, och fick sitt nu gällande namn av K. Schub. & U. Braun 2005. Fusicladium baptisiae ingår i släktet Fusicladium och familjen Venturiaceae.   Inga underarter finns listade i Catalogue of Life.